# 混血儿 (纳粹德国)

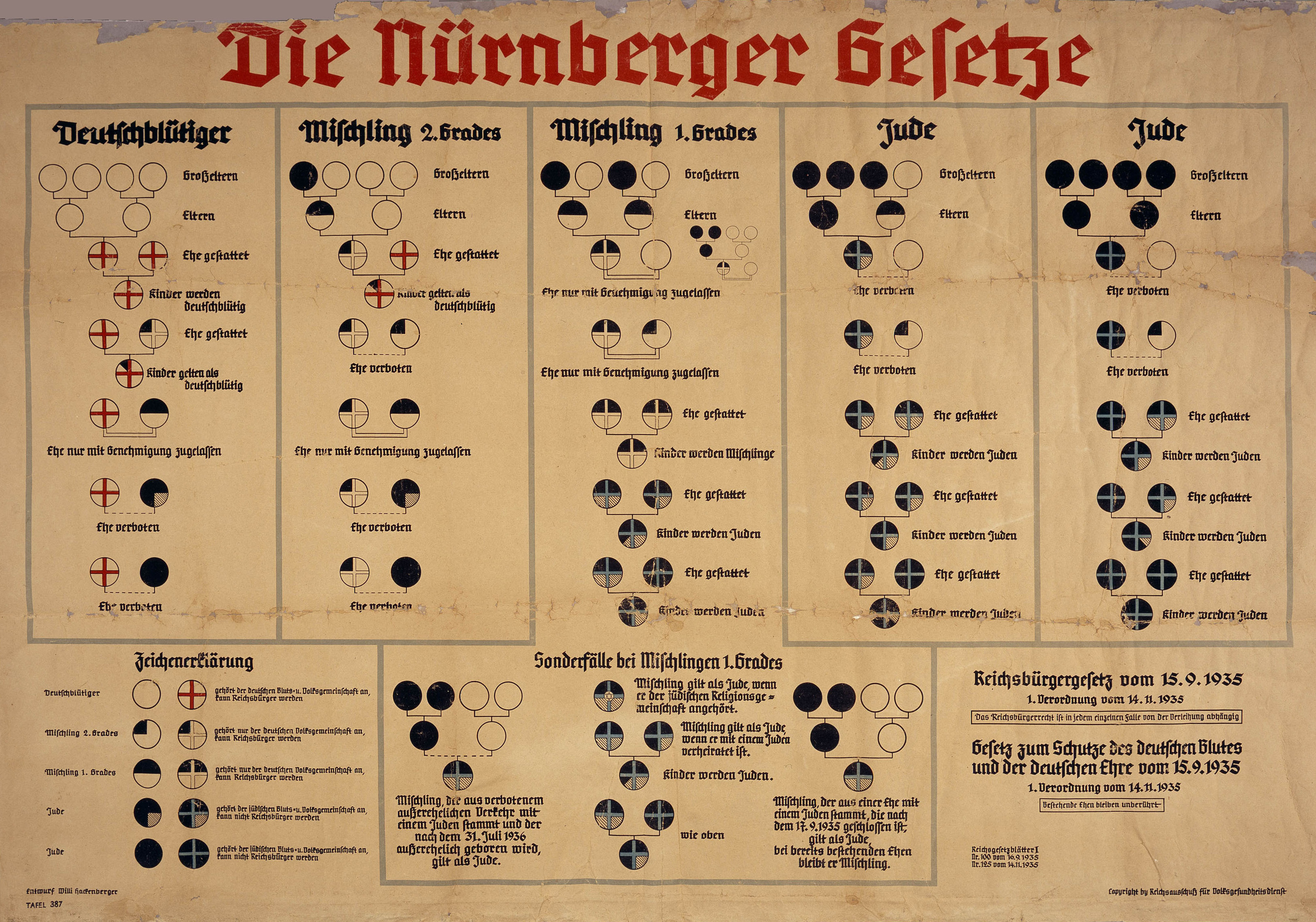
该图表展示了根据《纽伦堡法案》的伪科学理论而进行的种族划分。只有祖父母中有四人是德国人（最左侧一列：四个白色圆圈）的人，才被视为“纯血统德国人”（Deutschblütiger）。祖辈拥有三到四位犹太血统者（最右侧两列）的德国国民则被定义为“犹太人”。中间两列显示了混血尔，根据犹太血统的数量，分为1级或2级混血儿。所有的祖父母是否为“犹太人”则会根据其是否为犹太教社群的成员而自动定义，无论他们是否真正认同犹太教信仰。

混血儿（Mischling/ Mischlinge）是納粹德國時期的一个概念，指的是拥有雅利安人種和其他非雅利安人種（如犹太人）血统的人，判定标准来自纳粹德国种族政策的基础——制定于1935年的纽伦堡法案。